# Achille Valenciennes
Achille Valenciennes (Párizs, 1794. augusztus 9. – Párizs, 1865. április 13.) francia zoológus. Zoológiai szakmunkákban nevének rövidítése: „Valenciennes”.

## Élete
Achille Valenciennes Párizsban született, és Georges Cuvier felügyelete alatt tanult. Valenciennes az emberben élősködő férgeket tanulmányozta, és jelentősen hozzájárult a parazitológia fejlődéséhez. További nagy sikere a rendszertan terén volt; sikeresen társított kövületekből ismert élőlényeket a mai élőlényekhez.
Cuvierral együtt megalkották a 22 kötetes „Histoire Naturelle des Poissons” (A halak természethistóriája) című művet, amelyet 1832-től, Cuvier halála után egyedül folytatott. Szintén 1832-ben a Muséum national d'histoire naturelle Histoire naturelle des mollusques, des vers et des zoophytes ágának az igaztója lett; Henri Marie Ducrotay de Blainvillet követve.
Tevékenységének elején, felkérték, hogy rendszerezze, az Alexander von Humboldt által leírt állatokat, amelyeket Amerika trópusi vidékeiről gyűjtött össze, 1799-1803 között. Ugyanekkor elkezdödött egy tartós barátság a két biológus között. Valenciennes számos élőlénynek adta meg a tudományos nevét, köztük az Opistognathus cuvieriinak.

## Achille Valenciennes által alkotott és/vagy megnevezett taxonok
Az alábbi linkben megnézhető Achille Valenciennes taxonjainak egy része.

## Fordítás
- Ez a szócikk részben vagy egészben  az   Achille Valenciennes című angol Wikipédia-szócikk ezen változatának fordításán alapul.  Az eredeti cikk szerkesztőit annak laptörténete sorolja fel. Ez a jelzés csupán a megfogalmazás eredetét és a szerzői jogokat jelzi, nem szolgál a cikkben szereplő információk forrásmegjelöléseként.